# Fornach
Fornach is een gemeente in de Oostenrijkse deelstaat Opper-Oostenrijk, gelegen in het district Vöcklabruck. De gemeente heeft ongeveer 900 inwoners.

## Geografie
Fornach heeft een oppervlakte van 18 km². De gemeente ligt in het zuidwesten van de deelstaat Opper-Oostenrijk. Het ligt ten noordoosten van de deelstaat Salzburg en ten zuiden van de grens met Duitsland.
- Gemeinsame Normdatei: 4654842-7
- Virtual International Authority File: 247841225
- WorldCat: E39PBJyrXjfTwqqbY9D9KkPG73